# Abri de la Hoya de los Navarejos I
L' Abri de la Hoya de los Navarejos I est un abri sous roche situé dans la commune de Tormón, comarque de Comunidad de Teruel dans la province de Teruel.
Il contient des peintures rupestres de thèmes variés de l'art levantin, d'Art schématique ibérique et de gravures, faisant partie de l'ensemble de l'Art rupestre du bassin méditerranéen de la péninsule Ibérique déclaré patrimoine mondial par l'UNESCO en 1998 (réf. 874-...).
Il appartient au groupe d'abris sous roche de la Ruta de Arte Rupestre de Tormón, dans le parc culturel d'Albarracín.

## Découverte et localisation

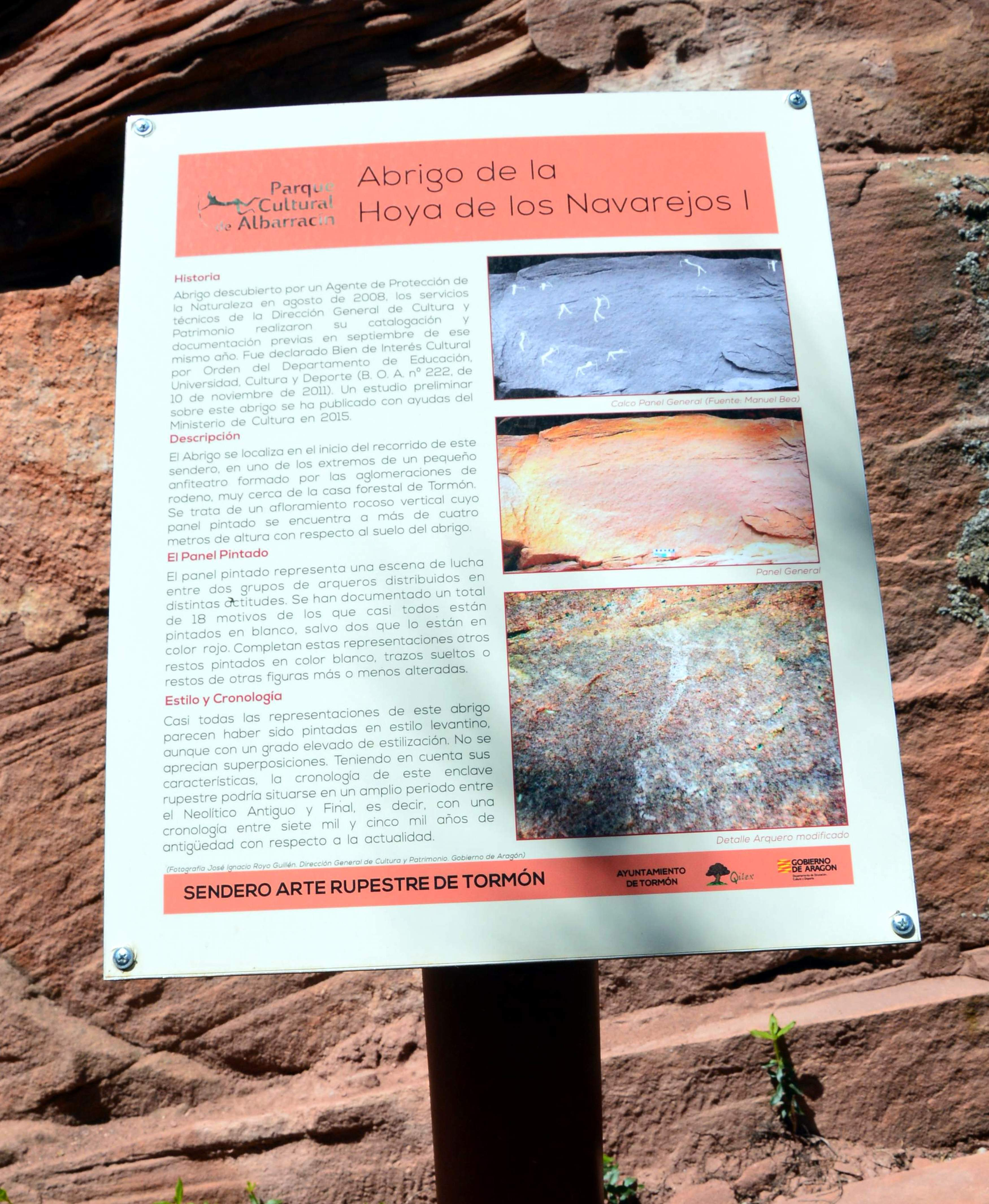
Panneau de l'abri de la Hoya de los Navarejos I

Découvert par un Agent de Protection de la Nature (Liberato Fortea) -en août 2008- : à la fin du même mois, les services techniques de la Direction Générale de la Culture et du Patrimoine du Gouvernement d'Aragon ont réalisé les travaux antérieurs de catalogage et de documentation à son déclaration comme Bien d’Intérêt Culturel (BIC). Cependant, jusqu'à son étude et sa publication (M. Bea et J. Angás, 2015), le refuge est resté inédit.
L'abri, datant entre le Néolithique ancien et supérieur (7000-5000 av. J.-C.), est situé à environ 300 m de l'abri de la Hoya de los Navarejos II, sur le Sendero Rupesre. Le complexe est implanté sur un imposant éperon rocheux. Son entrée est entourée devant par une clôture en pierre sèche et recouvert d'un surplomb en pierre. Pour voir les peintures il faut monter quelques marches en bois, l'entrée apparaît ombragée par un bosquet de chênes verts. Le complexe est protégé par une clôture métallique.

## Description
La fresque est sur une surface lisse (149 × 99 cm), représentant ce qui a été interprétée comme une scène de combat entre anthropomorphes  : 

« pour la plupart des archers, se faisant face en deux groupes formant une scène de guerre, avec quelques figures qui adoptent des attitudes claires d’embuscade ou de stratégie »

Jusqu'à 18 motifs ont été documentés – parmi lesquels des traits lâches ou des restes de figures plus ou moins altérées (possiblement cruciforme et douteux quadrupède), dont la description est la suivante : 

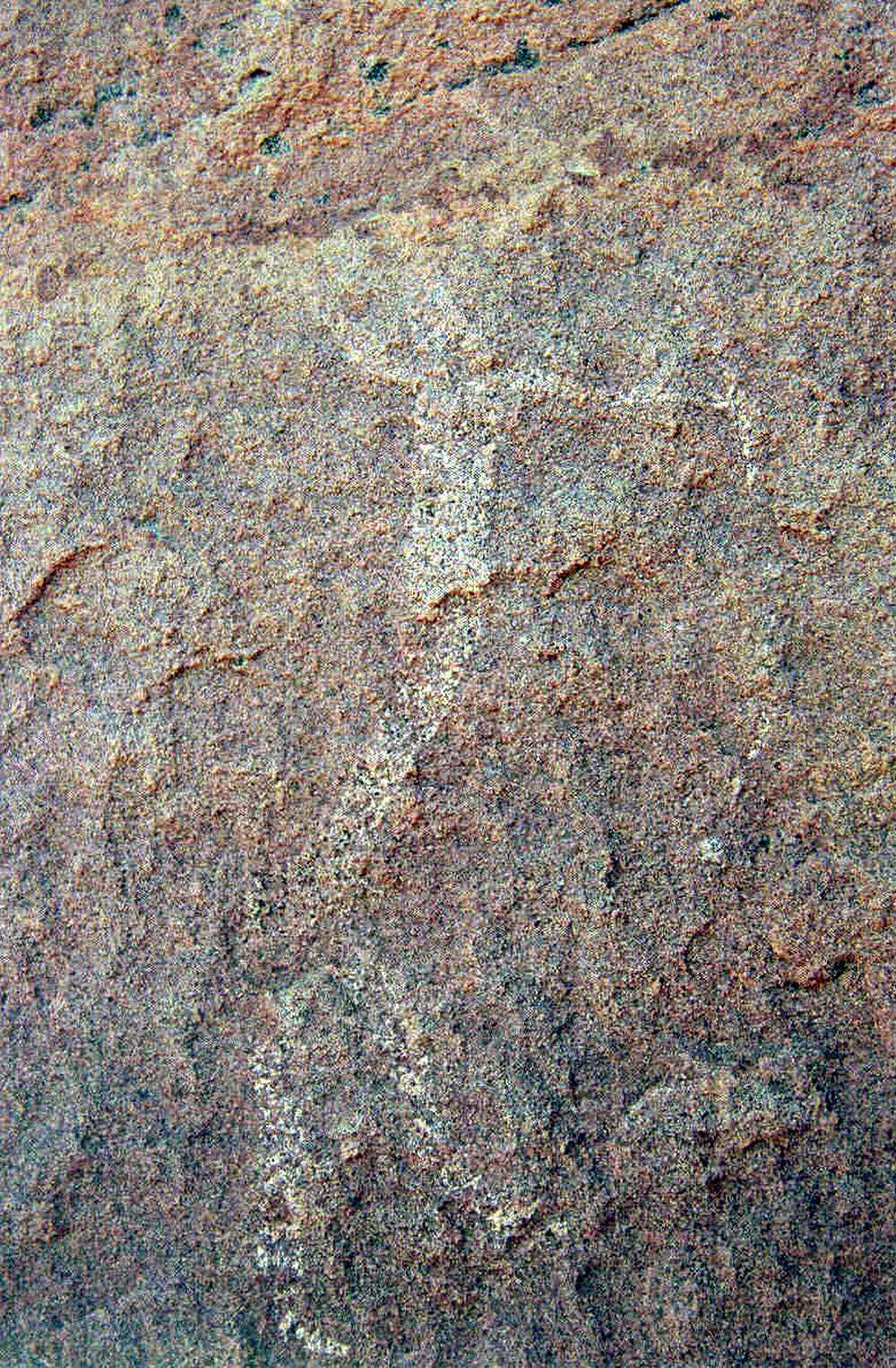
Un détail, de la fresque

Motif 1 : Archer tourné vers la droite, bras droit étendu (seule la partie supérieure est conservée).
Motif 2 : Restes de peinture (rouge carmin), à tendance cruciforme et sans rapport apparent avec la scène de combat.
Motif 3 : Archer face à droite, bras droit tendu.
Motif 4 : Lignes linéaires blanches.
Motif 5 : Membres inférieurs de l'anthropomorphe tournés vers la droite, jambe droite légèrement fléchie, révélant le mouvement.

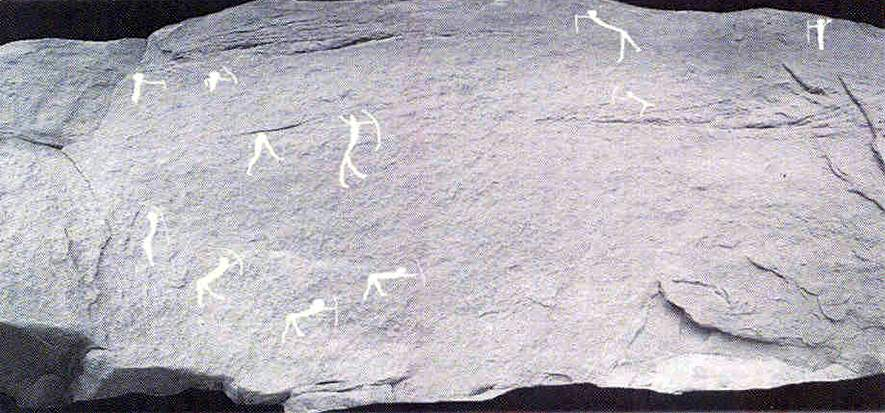
Détail de la fresque

Motif 6 : Lignes linéaires blanches en forme de « V » inversé, interprétables comme les membres d'un anthropomorphe en mouvement.
Motif 7 : Archer au corps stylisé orienté vers la droite, le bras le plus en avant apparaît étendu et porte un arc, tandis que le gauche apparaît de dos, fléchi et relevé. Il semble porter un chapeau ou une coiffe sur la tête ; c'est la figure la mieux conservée du groupe.
Motif 8 : Archer tourné vers la droite, l'arc tourné vers l'avant.
Motif 9 : Archer jambes ouvertes, corps penché en avant jusqu'à former un angle droit avec les jambes, porte-arc tendu, en attitude de tir.

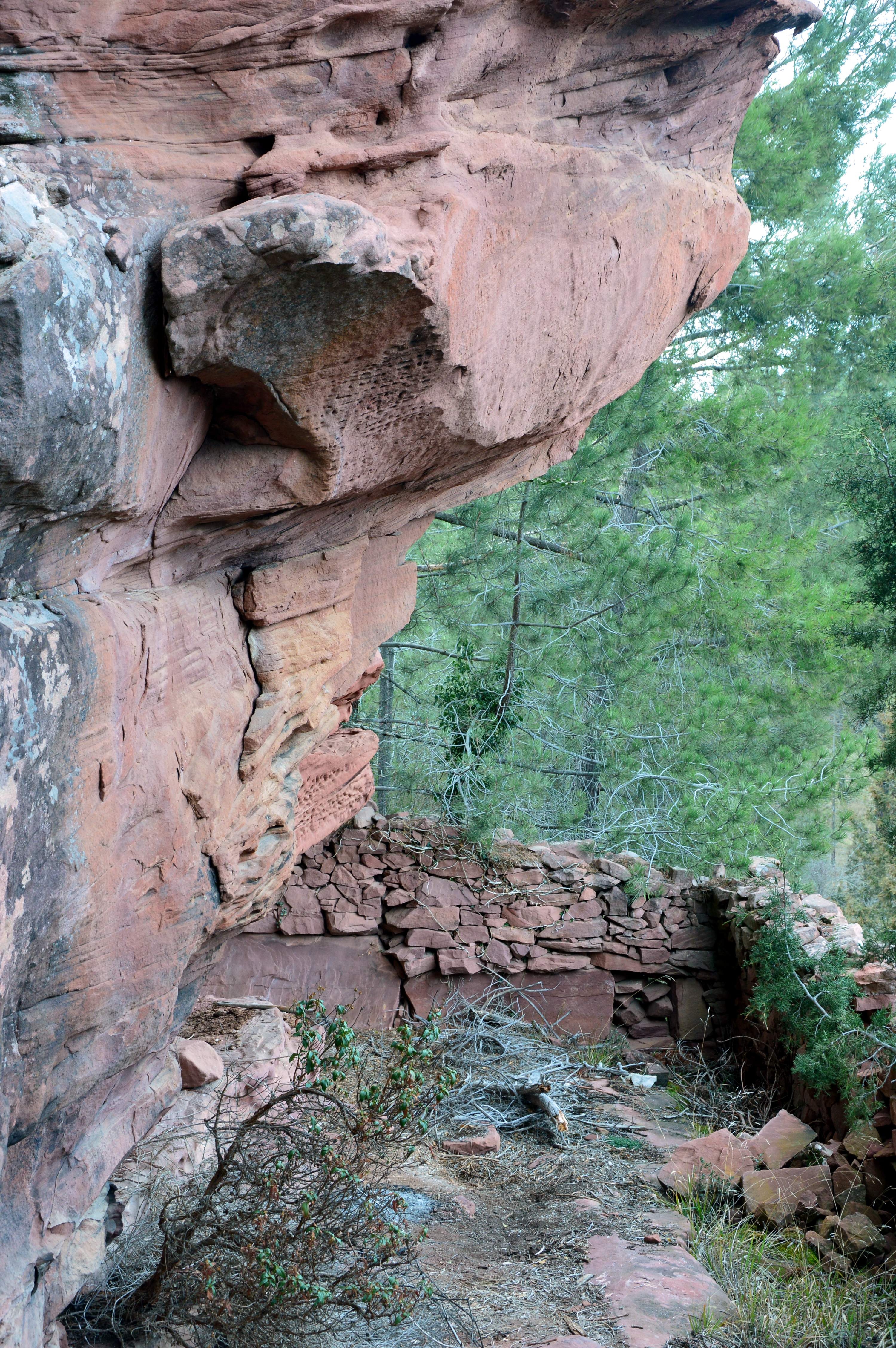
Détail de l'enceinte en pierre sèche

Motif 10 : Archer dans la même position et attitude que Motif 9.
Motif 11 : Gardien dans la même position et attitude que les précédents (Motifs 9 et 10).
Motif 12 : Anthropomorphe orienté vers la gauche, dans la zone supérieure droite du panneau décoré. Jambes ouvertes selon un angle aigu, corps penché très en avant (similaire en attitude et en taille au Motif 7).
Motif 13 : Ligne linéaire blanche.
Motif 14 : Ligne blanche.
Motif 15 : Archer très stylisé tourné vers la gauche, de petite taille (indiquant la distance au groupe), avec l'arc en position de tir.
Motif 16 : Anthropomorphe orienté vers la gauche (seule la moitié supérieure du corps est conservée), situé dans la marge supérieure gauche du panneau, attitude similaire aux Motifs 1 et 3. Dans la main gauche il porte un objet rectiligne (arc , bâton), bras droit levé et fléchi.
Motif 17 : Ligne verticale linéaire rouge située en dessous du Motif 16.
Motif 18 : Tache rouge, de petites lignes linéaires sont visibles en position "V" inversé (interprétable comme des pattes de quadrupède).